# Diclidurus
Diclidurus é um gênero de morcegos da família Emballonuridae.

## Espécies
- Diclidurus albus Wied-Neuwied, 1820
- Diclidurus ingens Hernández-Camacho, 1955
- Diclidurus isabella (Thomas, 1920)
- Diclidurus scutatus Peters, 1869